# Linda Sällström
Linda Sällström (Hèlsinki, Finlàndia; 13 de juliol de 1988) és una futbolista finlandesa que juga de davantera en el Paris FC de la Division 1 Féminine de França. És internacional amb la selecció de Finlàndia i la màxima golejadora històrica de la selecció.

## Trajectòria
Va fer el seu debut amb la selecció absoluta de Finlàndia el 31 de maig de 2007; jugant 17 minuts contra Noruega.
Sällström es va perdre tota la temporada 2012 per una lesió del lligament creuat anterior. Va tornar a lesionar-se el genoll al març de 2013 i no va poder ser part de la selecció finlandesa en l'Eurocopa Femenina de la UEFA 2013.
El 25 de gener de 2014, Sällstrom va tornar a lesionar-se el lligament creuat anterior.
En total, Sällström ha tingut tres lesions de lligament creuat anterior en la seua carrera. Va tornar d'una lesió per a acabar com la segona màxima golejadora de la temporada 2017-18 de la Damallsvenskan.
El 8 d'octubre de 2019, Sällström va marcar quatre gols contra Albània, esdevenint la màxima golejadora històrica de la selecció finlandesa, superant a Laura Österberg Kalmari.
El 7 de novembre de 2019, Sällström va jugar el seu partit número 100 contra Xipre.